# Казаково (Вачский район)
Казако́во — село в Вачском районе Нижегородской области, административный центр Казаковского сельсовета.

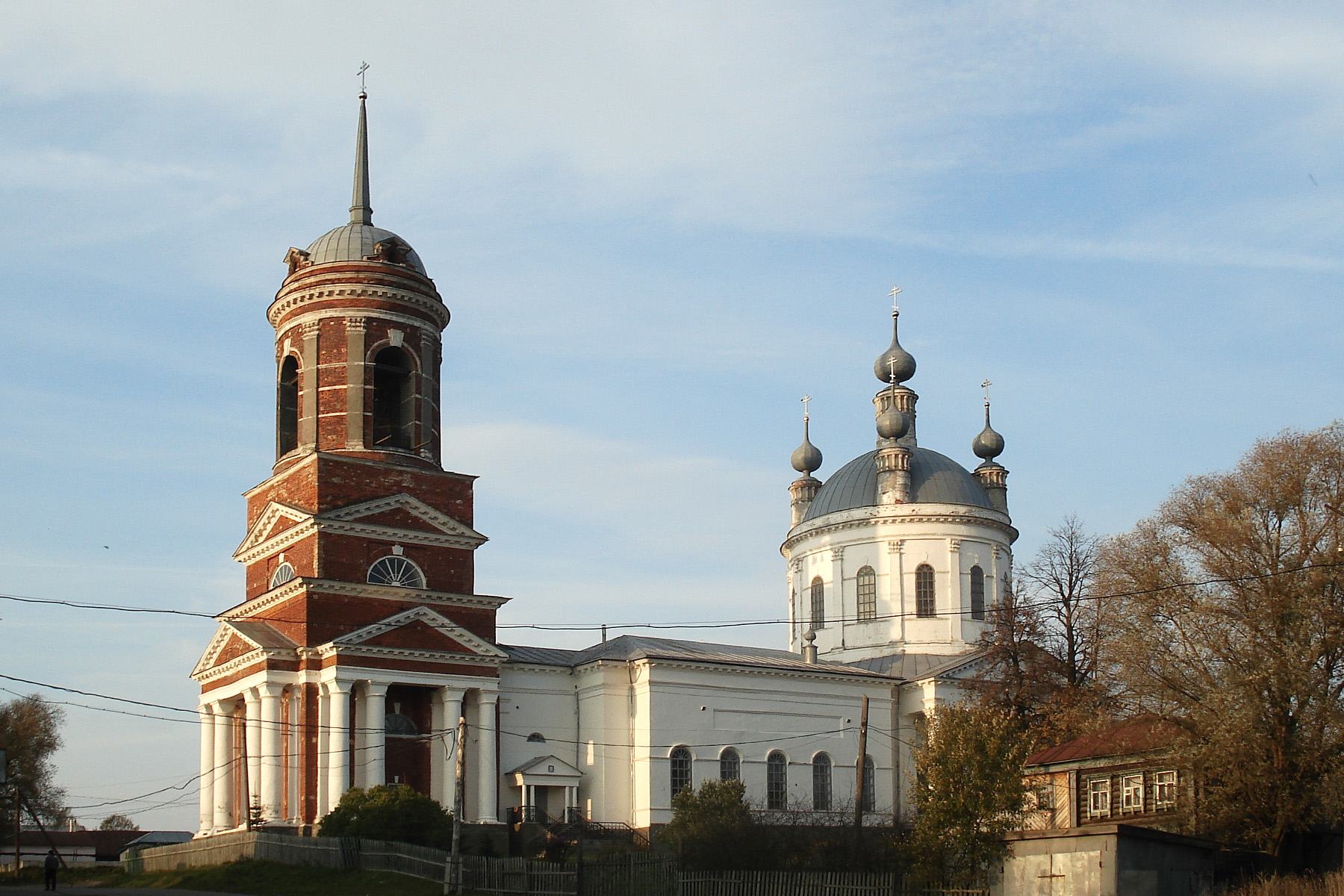
Казаково. Церковь св. Николая Чудотворца (1828—1841)

В прошлом — волостное село Муромского уезда Владимирской губернии.
Расположено в 4 км к югу от районного центра — Вачи. Через село протекает река Малая Кутра, левый приток Большой Кутры.

## Из истории
В конце второй половины XVII столетия Казаково было «государевым пашенным селом». Позже — помещичьим. В Казакове было 48 дворов крестьянских, живущих всего было 148 человек. В селе было две церкви: одна — приходская, вторая (Троицкая) — монастырская. Какой-либо информации об этом монастыре не сохранилось. В писцовых книгах дворцовых Муромских волостей 1674—1676 годов даётся следующее описание приходского храма: «Церковь во имя великого чудотворца Николая деревянна — верх шатром». В окладных книгах за 1676 год имеются сведения о составе Казаковского прихода: в селе Казаково 39 дворов крестьянских и 2 бобылских, в деревне Белогузово — 13 дворов крестьянских и 1 бобылский, в деревне Михалево — 4 двора крестьянских, в Новошаново — 3 двора крестьянских и 1 бобылский, в Рылово — 2 двора крестьянских, в Звягино — 18 дворов крестьянских и 2 бобылских, Красново — 10 дворов крестьянских, Терпишка — 7 дворов крестьянских и 4 бобылских, Мартино — 5 дворов крестьянских.
В 1840—50-х годах Казаково входило в состав владений князя Сергея Григорьевича Голицына.
В Казаково имелась земская школа, основанная в 1880 году. В 1898 году в ней обучалось 47 учеников, помещение школы было холодное и имелась потребность в его расширении. По другой информации, в 1896 году в земской школе было 64 учащихся, кроме того, 10 человек занимались в школе грамотности.

## Население
| 1859 | 1897  | 1905  | 1926  | 1999  | 2002  | 2010  |
| ---- | ----- | ----- | ----- | ----- | ----- | ----- |
| 833  | ↗1145 | ↘1097 | ↗1365 | ↘1341 | ↘1131 | ↘1072 |

## Казаково в наши дни
В Казакове имеются средняя школа и амбулатория. В Казакове есть стационарная телефонная связь, в нём также установлен «красный» таксофон с номером (83173) 70-210.
При церкви Николая Чудотворца села Казаково имеется приход Русской православной церкви, относящийся к Кулебакскому благочинию Выксунской и Павловской епархии.
Церковь Николая Чудотворца (1828—1841) является объектом исторического и культурного наследия федерального (общероссийского) значения и памятником архитектуры.

### Казаковская филигрань
Казаково — центр художественной обработки металла в технике филиграни. Это искусство привнесено сюда в 1930-х годах из села Красное-на-Волге. Казаковское предприятие художественных изделий (КПХИ) производит в этой технике ювелирные украшения, конфетницы, вазы, шкатулки, корзиночки, лоточки, чаши и даже настенные панно.
В Казаково в июле 2008 года прошёл областной фестиваль народных художественных промыслов «Серебряная россыпь филиграни».

## Известные личности, связанные с Казаково
- Шолыгин, Сергей Андреевич — Герой Советского Союза, старший сержант (1925—1945), учился в казаковской школе (с пятого по седьмой классы). В 1969 году перед казаковской средней школой установлен его бюст, а на здании школы — мемориальная доска. Пионерская дружина казаковской школы носила его имя.[17][18]
- Трусов Борис Иванович - Писатель, учитель русского языка и литературы (1945г), родился в селе Казаково, Источники

1. 1 2 3  Всероссийская перепись населения 2010 года. Численность и размещение населения Нижегородской области
2. 1 2  Добронравов В. Г., Березин В. М. Историко-статистическое описание церквей и приходов Владимирской Епархии. Владимир, 1897, с. 311—316. Казаковский приход.
3. ↑  Слюнькова И. Н. Дворянская усадьба в системе расселения Муромского края конца XVIII — середины XIX вв. Дата обращения: 24 февраля 2009. Архивировано из оригинала 27 августа 2009 года.
4. ↑  История Мурома и Муромского края с древнейших времён до XXI века. § 38. Земское образование и медицина. Архивировано 27 октября 2008 года.. Муромский историко-художественный музей. ISBN 5-86953-088-1.
5. ↑  Списки населённых мест Российской империи. VI. Владимирская губерния. По сведениям 1859 года — СПб.: Центральный статистический комитет, 1863. — 283 с.
6. ↑  Населенные места Российской империи в 500 и более жителей с указанием всего наличного в них населения и числа жителей преобладающих вероисповеданий по данным первой всеобщей переписи населения 1897 г.: под ред. Н. А. Тройницкого — СПб.: 1905. — 270 с.
7. ↑  Список населённых мест Владимирской губернии — Владимир: 1907.
8. ↑  Всесоюзная перепись населения 1926 года — Владимир: 1927.
9. ↑  Приложение к постановлению  Законодательного Собрания Нижегородской области от 17 июня 1999 года № 184
10. ↑  Муниципальное образовательное учреждение Казаковская средняя общеобразовательная школа. Архивировано 1 декабря 2011 года.
11. ↑  Сайт Правительства Нижегородской области. Вачский район. Архивировано 3 сентября 2007 года.
12. ↑  Сайт Нижегородского филиала ОАО «ВолгаТелеком». Список таксофонов Нижегородской области. Архивировано 21 октября 2013 года.
13. ↑  Официальный сайт Нижегородской и Арзамасской епархии. Кулебакский благочинный округ. Архивировано 9 мая 2011 года.
14. ↑  Указ Президента РФ от 20 февраля 1995 г. № 176 (Д). Часть II.
15. ↑  Памятники истории и культуры народов РФ. Нижегородская область. Село Казаково (недоступная ссылка — история).
16. ↑  Народно-художественные промыслы Нижегородской области. Первый областной фестиваль «Серебряная россыпь филиграни» (недоступная ссылка — история).. Вачский район, с. Казаково, 19 июля 2008 г.
17. ↑  Шолыгин, Сергей Андреевич (недоступная ссылка — история).
18. ↑  Герои Советского Союза. Шалыгин, Сергей Андреевич Архивная копия от 28 августа 2008 на Wayback Machine.